# Список обсерваторій, що відкривають астероїди
Список обсерваторій, які відкрили хоча б один астероїд, містить окремі розділи для кожної з них. Коли відкривають новий астероїд і йому присвоюють офіційний номер, Центр малих планет (англ. Minor Planet Center, MPC) визначає, хто саме має бути визнаний його першовідкривачем. Це можуть бути як окремі астрономи, так і цілі наукові установи. Якщо відкриття здійснила група дослідників, то офіційно визнаними відкривачами можуть бути не більше трьох осіб. В інших випадках відкриття можуть зараховувати не конкретним людям, а всій обсерваторії.

Відомі навколоземні об'єкти — станом на січень 2018 року.
Відео (0:55; 23 липня 2018)

## Обсерваторії

### Астрономічна обсерваторія Андрушівка
Андрушівська астрономічна обсерваторія — це приватна обсерваторія, розташована неподалік міста Андрушівка у Житомирській області, Україна. Вона має офіційний код A50 у Міжнародному астрономічному союзі (IAU)
Обсерваторія відома тим, що відкрила низку астероїдів, серед яких:
- 117240 Житомир
- 120405 Святилівка
- 133293 Андрушівка
- 1152217 Акосіпов
- 155116 Верхівня
- 157271 Гуртовенко
- 159011 Радомишль
- 159181 Бердичів
- 161962 Гальчин
- 175636 Звягель
- 177982 Попільня
- 181249 Ткаченко
- 185250 Коростишів
- 190026 Іскоростень
- 199986 Червоне
- 202778 Дмитрія
- 207585 Любар
- 207653 Анатоліймокренко
- 207695 Ольгакопил
- 207899 Грінмалія
- 212465 Горошки
- 212723 Кличко
- 214487 Баранівка
- 216451 Ірша
- 216910 Внуков
- 217420 Олевськ
- 220418 Головино
- 221073 Овруч
- 226858 Іванпулюй
- 227326 Народичі
- 235615
- 239307 Кручиненко
- 240381 Ємільчине
- 241192 Пулини
- 241538 Чуднів
- 243204 Кубаньхорія
- 245890 Криниченька
- 246132 Лугини
- 246164 Здвиженськ
- 251001 Случ
- 251018 Любірена
- 251449 Олексакороль
- 253536 Тимченко
- 261691
- 262418 Самофалов
- 263349
- 266574
- 269245 Катастіні
- 269251 Коломна
- 269252 Богданступка
- 274300 ЮНЕСКО
- 274301 Вікіпедія
- 274333 Вознюкігор
- 274334 Київпланій
- 274843 Михайлопетренко
- 275225 Котарбінський
- 278386 Софіванна
- 278609 Авруденко
- 278645 Концевич
- 281459 Кириленко
- 284754
- 287875 Павлокорсун
- 290127 Лінакостенко
- 291855 Калаброкоррадо
- 291923 Кузьмаскрябін
- 293707 Говорадлоанатолій
- 294814 Наталіякидалова
- 295329
- 295492
- 295841 Горбулін
- 295842
- 296987 Пйотрфлін
- 300932 Кислюк
- 302932 Франкобаллоні
- 311784
- 311786
- 315276 Юрійградовський
- 315492
- 316084 Миколапокропивний
- 318794 Углія
- 325368 Ігоргук
- 325372
- 328509
- 329637
- 330753
- 332084 Васякульбеда
- 332409
- 332434
- 335416
- 336094
- 336470
- 341109
- 342666
- 345848
- 348239 Сочіетаданте
- 352167
- 352654
- 354252
- 355683
- 361329
- 361674
- 369274
- 379350
- 379355
- 380590
- 384074
- 386102
- 386167
- 388057
- 388952
- 391834
- 394805
- 398474
- 399673 Каденюк
- 402964
- 424648
- 436049
- 436371
- 438571
- 440794 Витржищак
- 456963
- 485152
- 490218
- 542509 Лятошинський
- 545565 Борисфен
- 545571
- 552746 Аннанобілі
- 553728
- 554709 Магдаставінскі
- 572434
- 572657
- 572986
- 574524
- 575185
- 575274
- 575279
- 591127
- 599461
- 602555
- 602984
- 603602
- 608853
- 632542
- 634421
- 638747
- 645348
- 657303
- 663645
- 675607
- 696485

### Оптична астрономічна обсерваторія Бохьонсан
Корейська оптична астрономічна обсерваторія Бохьонсан (BOAO) розташована на горі Бохьон поблизу міста Йонгчон. Вона є учасником Східноазійської мережі пошуку планет (East-Asian Planet Search Network) — міжнародного проєкту, у якому беруть участь Корея, Китай та Японія. Кожна обсерваторія в цій мережі — BOAO (Корея), станція Сінлун (NAOC, Китай) та Окаяма (Японія) — має телескоп класу 2 метри та спектрограф. Це дозволяє проводити високоточні вимірювання променевих швидкостей для виявлення екзопланет.
Відкриті астероїди:
- 34666 Богюнсан
- 63145 Чомусеон
- 63156 Лічхон
- 68719 Чжанйонсіл
- 72021 Лісунджі
- 72059 Хеоцзунь
- 94400 Хондейон
- 95016 Кім Чонхо
- 99503 Лівончул
- 106817 Юбантхек
- 118931
- 123532
- 123741
- 126172
- 126578 Суххосу
- 149119
- 153236
- 155813
- 156550
- 156984
- 161021
- 165390
- 165406
- 166139
- 166143
- 168878
- 168911
- 174076
- 179553
- 182205
- 189787
- 193158 Хечан
- 193397
- 193457
- 193487
- 201424
- 203603
- 201424
- 203603
- 205557
- 205834
- 208538
- 219878
- 225969
- 228384
- 234637
- 234651
- 244269
- 247151
- 250028
- 250035
- 252128
- 257944
- 270440
- 279960
- 285801
- 286606
- 287454
- 302083
- 306710
- 307120
- 310514
- 313113
- 322925
- 323107
- 336894
- 337292
- 347579
- 350819
- 354147
- 416027
- 434010
- 455297
- 483458
- 550921
- 553454
- 579256
- 595046
- 595273
- 612206
- 623993
- 635074
- 640408
- 640409
- 640412
- 641141

### Астрономічна станція Серро-Ель-Робле
Астрономічна станція Серро-Ель-Робле, що є частиною Національної астрономічної обсерваторії Чилі. Між 1968 і 1982 роками астроном Карлос Торрес разом з С.Кофре та іншими дослідниками відкрили низку астероїдів із цієї станції.
Відкриті астероїди:
- 1973 Колоколо
- 1974 Кополікан
- 1992 Гальваріно
- 1993 Ґуакольда
- 2013 Тукапель
- 2028 Ханекео
- 2518 Рутллант
- 2654 Рістенпат
- 2741 Вальдивія
- 2757 Кріссер
- 2784 Домейко
- 2858 Карлоспортер
- 2975 Спар
- 2976 Лаутаро
- 3050 Каррера
- 3114 Ерсілла
- 3361 Орфей
- 3495 Колчаґуа
- 3691 Беда
- 3708
- 3922 Хезер
- 3970 Ерран
- 4228 Немиро
- 4269 Боґадо
- 4590 Дімащеголев
- 4853 Марілукач
- 4878 Гіллхаттон
- 4881 Робмакінтош
- 5387 Каслео
- 5569 Колбі
- 5659 Вергара
- (6217) Kodai
- 6334 Роблеонард
- 6888 1971 BD3
- (6889) 1971 RA
- 6940 1972 HL1
- 7045 1974 FJ
- (7151) 1971 SX3
- 7450 Шиллінг
- 7975
- 8605
- 9917 Кейнс
- 10993
- 12660
- 16352
- 17350
- 23401 Бродська
- 27655
- 29079
- 32731 Аннаіванівна
- 43722 Карлоседуардо
- 52225 Панченко

### Обсерваторія Чічібі
Обсерваторія Чічібі — це приватна обсерваторія Наото Сато, розташована в Чічібі, префектура Сайтама, Японія. Обсерваторія має офіційний код IAU 369.
Відкриті астероїди:
- 6991 Тітібу
- 7038 Токородзава
- 7851 Азуміно
- 8581 Джонін
- 8924 Ірума
- 8933 Куробе
- 9230 Ясуда
- 9418 Маюмі
- 10224 Хісасі
- 10880 Кагуя
- 10916 Окінаоуна
- 11114
- 11607
- 12027 Масакітанака
- 12031 Кобатон
- 12432 Усуда
- 12456 Ґенічіаракі
- 12460 Мандо
- 12469 Кацуура
- 13188 Окінава
- 13654 Масуда
- 13694
- 15884 Маспаломатос
- 15916 Шигеойяма
- 16716
- 16723 Фуміофуке
- 16790 Юдзоу
- 16796 Шінджі
- 16826 Дайсуке
- 16853 Масафумі
- 17612 Уайтнайт
- 17656 Хаябуса
- 17657 Хімаварі
- 17666
- 18469 Хакодате
- 18488
- 18520 Вольфратсгаузен
- 18553 Кінкакуджі
- 20193 Якушіма
- 21250 Камікотчі
- 21302 Ширакамісанджі
- 21348 Тойотеру
- 22470 Ширакава-го
- 23586
- 23628 Ічимура
- 23630
- 23638 Нагано
- 23649 Тохоку
- 23963
- 25302 Нііма
- 26223 Енарі
- 26224
- 26902
- 26990 Калберсон
- 26998 Ірісо
- 27918 Азусагава
- 27982 Атсусіміязаки
- 27991 Кохейджіміура
- 27997 Бандос
- 28173 Хісаікіті
- 28174 Харуе
- 29420 Ікуо
- 29421
- 29514 Карацу
- 29644
- 31075
- 31083
- 31084
- 31087 Ойрасе
- 31095 Бунейоу
- 31179 Гонджу
- 31199
- 32984
- 32990 Сайо-хіме
- 32998
- 33070
- 33088
- 33096
- 35322
- 35400
- 35401
- 37743
- 37746
- 39818
- 43919
- 43949
- 44012
- 48734
- 52479
- 52546
- 52550
- 52623
- 52629
- 53019
- 55883
- 58410
- 58613
- 58614
- 58619
- 58620
- 58662
- 58667
- 65838
- 69411
- 69482
- 69486
- 69490
- 69562
- 73867
- 73968
- 90880
- 90883
- 90951
- 90955
- 90982
- 96319
- 96321
- 96368
- 96369
- 96372
- 100389
- 100499
- 100689
- 100703
- 101431
- 118230 Садо
- 120665
- 120741 Іїдзімаюічі
- 120974
- 129600
- 136743 Ечіго
- 136790
- 160025
- 162144
- 164696
- 175768
- 192452
- 200141
- 210489
- 251709
- 269706
- 297291
- 336762

### Дайнік Астрономічна Обсерваторія
Дайнік Астрономічна Обсерваторія — це японська обсерваторія, що відома своїми відкриттями астероїдів.
Відкриті астероїди:
- 3997 Таґа
- 4289 Бівако
- 4352 Кіото
- 4461 Саяма
- 4873 Фукая
- 4952 Кібесіґемаро
- 5008 Міязавакенджі
- 5330 Сенрікю
- 5332 Девідагіллар
- 5435 Камеока
- 5440 Терао
- 5448 Зібольд
- 5618 Сайтама
- 5623 Іваморі
- 5825 Ракуйо
- 6024 Отяномідзу
- 6100 Кунітомоіккансай
- 6139 Наомі
- 6199 Йосіокаяйой
- 6306 Нісімура
- 6321 Намуратакао
- 6326 Ідамійоші
- 6329 Хіконедзьо
- 6655 Наґахама
- 6657 Оцукьо
- 6794 Масуйсакура
- 7019 Таґаюйтян
- 7021 Томіокамачі
- 7023 Хеяанкьо
- (7053) 1989 FA
- (7084) 1991 BR
- (7249) 1992 SN
- (7288) 1991 FE1
- (7297) 1992 UG
- (7426) 1992 US4
- (7589) 1992 SR1
- (8094) 1992 UG3
- (8186) 1992 WP3
- (8360) 1990 FD1
- (8366) 1990 UL1
- (9037) 1990 UJ2
- (9061) 1992 WC3
- (9353) 1991 VM4
- (9366) 1992 WR1
- (9970) 1992 ST1
- 10142 Сакка
- 10143 Камогава
- 10337
- 10527
- 10535
- 10765
- 10766
- 10909
- 11290
- 11888
- 11923
- 12264
- 12283
- 12308
- 12328
- 12334
- 12349
- 12717
- 12728
- 12744
- 13295
- 13508
- 13512
- 13516
- 13519
- 14381
- 14444
- 14889
- 14970
- 14996
- 15272
- 15305
- 15719
- 15730
- 15750
- 15765
- 16508
- 16523
- 16559
- 17469
- 17515
- 17559
- 18429
- 20085
- 21037
- 21116
- 22331
- 22350
- 23497
- 23845
- 24758
- (26120) 1991 VZ2
- 26208
- 26215
- 26367
- 27771
- 27972
- 29229
- 29309
- 31126
- 32200 Сейічійошіда
- 33028
- (41042) 1999 VB2
- 44500
- (46572) 1991 VA5
- (46573) 1992 AJ1
- (46591) 1992 WS1
- (46716) 1997 NX
- (52631) 1997 WC21
- (58663) 1997 XZ10
- (80664) 2000 BZ10
- (86296) 1999 VA21
- 91233
- 129577
- 148009
- (152575) 1994 GY

### Обсерваторія Емералд Лейн
Відкриті астероїди:
- 34351 Декейтер
- 51599 Бріттані
- 61400 Воксандреа
- 62701 Девідранкін
- 64123
- 65260
- 72834 Гайвеллс
- 73073
- 73196
- 78284
- 83596
- 88377
- 92586
- 93164
- 93466
- 93490
- 94404
- 105272
- 105508
- 106096
- 108917
- 112483
- 112484
- 112539
- 114910
- 115492
- 119195
- 120148
- 125266
- 128345 Данієль Бамбергер
- 131327
- 131414
- 131446
- 132296
- 132298
- 140603
- 140632
- 140633
- 142155
- 144553
- 148772
- 153175
- 153757
- 154345
- 156036
- 158330
- 160165
- 163363
- 166422
- 166857
- 170072
- 173449
- 173875
- 177191
- 180683
- 182595
- 183379
- 187987
- 189076
- 193801
- 193947
- 194124
- 195511
- 195874
- 203866
- 205558
- 209155
- 213785
- 219382
- 219590
- 222873
- 237607
- 239965
- 242244
- 243777
- 247588
- 259901
- 264594
- 270980
- 286262
- 286762
- 287059
- 287436
- 287622
- 288473
- 297382
- 298268
- 298353
- 302625
- 313062
- 317288
- 323243
- 333352
- 334264
- 337704
- 337814
- 344229
- 344291
- 344455
- 354414
- 357096
- 373481
- 390557
- 399394
- 405121
- 415816
- 434064
- 601867
- 629360
- 661253

### Обсерваторія Фейр Оукс Ранч
Відкриті астероїди:
- 13389 Стейсі
- 27267 Віберг
- 29651
- 31318
- 31420
- 37280
- 44468
- 44545
- 47044 Макпеінтер
- 49298
- 49465
- 56081
- 76229
- 82076
- 85857
- 106851
- 123747
- 134935
- 138113
- 138563
- 153216
- 155845

### Обсерваторія Ґейсеї
Обсерваторія Ґейсеї розташована в Ґейсеї, префектура Ко́ті, Японія. Цутому Секі є директором цієї обсерваторії.
Відкриті астероїди:
- 2396 Коті
- 2571 Ґейсей
- 2582 Харімая-Басі
- 2621 Ґото
- 2835 Рьома
- 2880 Ніхондайра
- 2961 Кацурахама
- 3150 Тоса
- 3182 Сіманто
- 3262 Міуне
- 3431 Накано
- 3785 Кітамі
- 3822 Сеговія
- 3851 Альгамбра
- 3914 Котогахама
- 3935 Тоатеммонґаккай
- 4039 Сосекі
- 4095 Ішідуцусан
- 4097 Цуруґісан
- 4101 Руйко
- 4223 Сікоку
- 4256 Кагамігава
- 4290 Хейсей
- 4399 Асідзурі
- 4411 Кочібункьо
- 4439 Мурото
- 4441 Тосіе
- 4496 Каміматі
- 4498 Шінкойама
- 4505 Окамура
- 4578 Курасікі
- 4606 Сахекі
- 4639 Мінокс
- 4670 Йосіногава
- 4675 Обоке
- 4841 Манжіро
- 4865 Сор
- 5058 Тарреґа
- 5113 Коно
- 5124 Мураока
- 5141 Татібана
- 5179 Такесіма
- Секі Цутому
- 5815 Сінсенґумі
- 5823 Орьо
- 5824 Інагакі
- 5862 Саканое
- 5915 Йосіхіро
- 5962 Сікокутенкьо
- 5966 Томеко
- 5969 Рюітіро
- 6088 Хосіґакубо
- 6237 Тікусі
- 6244 Окамото
- 6302 Тенґукоген
- 6399 Харада
- 6449 Кудара
- 6458 Нода
- 6497 Ямасакі
- 6514 Торахіко
- 6606 Макіно
- 6660 Мацумото
- 6699 Ігауено
- 6720 Гіфу
- 6925 Сусуму
- 6965 Ніодогава
- 6971 Омогокей
- 7017 Урадован
- 7094 Ґодезан
- 7125 Ейтародате
- 7235 Хіцудзан
- 7274 Вашіойама
- 7287 Йококураяма
- 7289 Камеґаморі
- 7410 Кавадзое
- 7415 Сусумуімото
- 7463 Окаваміне
- 7594 Сьотаро
- 7650 Канаме
- 7693 Хошітакухаї
- 8083 Маеда
- 8163 Ісідзакі
- 8234 Нобеока
- 8367 Бокусуї
- 8375 Кендзоконо
- 8387 Фуджиморі
- 8428 Окіко
- 8485 Сатору
- 8492 Кікуока
- 8732 Чемпіон
- 8877 Рентаро
- 8957 Куджоноцукі
- 9032 Танакамі
- 9062 Онісі
- 9063 Васі
- 9196 Сукаґава
- 9198 Сасаґаміне
- 9323 Хірохісасато
- 9409 Канпузан
- 9745 Сінкенвада
- 9751 Кадота
- 9756 Езакі
- 9852 Ґора
- 9870 Маехата
- 9964 Хідейоногуті
- 10078 Станторп
- 10091 Бандайсан
- 10094 Еіїкато
- 10167 Йосіватайсо
- 10300 Танакадате
- 10321 Рампо
- 10547 Йосакой
- 10791
- 10803 Калейо
- 10829 Мацуобасьо
- 11288 Окуногосомічі
- 11294
- 11296 Дензен
- 11304 Ковра
- 11321 Тосімацумото
- 11361 Орбінський
- 11516 Артурпейдж
- 11878 Ханаміяма
- 11925
- 11927 Маунт Кент
- 12084 Уно
- 12277 Тадзіма Сатонокай
- 12335
- 12690
- 12706 Танецаки
- 12749
- 13015 Норадокеї
- 13529 Йокабоші
- 13553 Масаакікояма
- 13569 Осю
- 13918 Цукінада
- 13933 Чарлвілль
- 13978 Хіваса
- 13989 Мурікабуші
- 14012 Амедее
- 14880 Моя
- 15238 Хісахорі
- 15252 Йошікен
- 15723 Джирравін
- 15739 Мацукума
- 16503 Аято
- 16602 Анабукі
- 17461
- 17465 Інавашироко
- 17508 Такумадан
- 17509 Ікумадан
- 18365 Сімомото
- 18400
- 18609 Шінобуяма
- 18644 Арашияма
- 19156 Хеко
- 19161
- 19197 Акасаки
- 19210
- 20040 Тацуяматсудзіма
- 20102 Такасаго
- 21014 Дайсі
- 21016 Міядзавасейроку
- 21022 Іке
- 21089 Мочідзукі
- 21126 Кацуйоші
- 21166 Нобуюкішоджі
- 21282 Шимідзуйука
- 23468 Каннабе
- 23478 Чікумагави
- 23504 Ханеда
- 23587 Абукумадо
- 24889 Тамурахосіномура
- 26092 Норіконоріюкі
- 26097
- 26123
- 26127 Отаксакаджо
- 26151 Ірінокаіґан
- 26837 Йосітакаоказаки
- 27716 Нобуюкі
- 27739 Кіміхіро
- 27740 Обатомоюкі
- 27790 Урашіматаро
- 29157 Хіґашініхон
- 29186 Лейк Текапо
- 29199 Хімедзі
- 29249 Хіразумі
- 29252 Конджикідо
- 29337 Хакуроджо
- 30838
- 30879 Хірошиканай
- 30888 Окітсумісакі
- 32858 Кітакаміґава
- 35076 Ятаро
- 35093 Акісітей
- 37729 АкіраТакао
- 39558 Кішіне
- 39566 Карллевіс
- 39712 Ехімедайкаку
- 39809 Фукучан
- 42566 Рютаро
- 43792
- 43794 Ябетакемото
- 43803
- 43857
- 46580 Рьоїчіірія
- 46592
- 46595 Кіта-Кюсю
- 46596 Тобата
- 48482 Оркі
- 48495 Рюґадо
- 52285 Какурінджі
- 52455 Масаміка
- 58164
- 58184 Масаюкіямамото
- 58185 Роккосан
- 65716 Окінохама
- 65894 Ечізенмісаки
- 79130 Банда номорі
- 79149 Кадзіґаморі
- 79152 Абукумагава
- 90713 Чахнантор
- 120462 Аманохасідате